# (16248) Fox
Pour les articles homonymes, voir Fox.
(16248) Fox est un astéroïde de la ceinture principale.

## Description
(16248) Fox est un astéroïde de la ceinture principale. Il fut découvert le 28 avril 2000 à Socorro (Nouveau-Mexique) par le projet LINEAR. Il présente une orbite caractérisée par un demi-grand axe de 2,27 UA, une excentricité de 0,13 et une inclinaison de 2,4° par rapport à l'écliptique.

## Compléments